# Daniel Jungwirth
Daniel Jungwirth (* 15. Januar 1982 in München) ist ein ehemaliger deutscher Fußballspieler und jetziger Fußballtrainer.

## Karriere
In der Jugend spielte Jungwirth für den FC Ismaning sowie für den FC Bayern München, mit dem er am 20. Juli 1997 in Unterhaching Deutscher B-Juniorenmeister wurde, nachdem die Mannschaft von Werder Bremen mit 3:0 bezwungen worden war. Er spielte außerdem für die U-16-Nationalmannschaft. Seine Karriere im Seniorenbereich begann bei Borussia Mönchengladbach, in deren Amateurmannschaft er von 2000 bis 2003 spielte. Von 2003 bis 2005 spielte er für die Amateurmannschaft des FC Bayern München, in der er sich zum Stammspieler entwickelte und mit ihr 2004 die Meisterschaft in der Regionalliga Süd gewann.
Zur Saison 2005/06 wechselte er zum Zweitligisten FC Erzgebirge Aue, für den er in der Premierensaison 15 Ligaspiele bestritt. In der Hinrunde der Folgesaison kam er aufgrund eines Schienbeinbruchs nur auf zwei Einsätze. Im Januar 2007 einigte er sich mit dem FC Erzgebirge Aue auf die sofortige Auflösung seines Vertrags und unterschrieb am nächsten Tag einen Vertrag beim Regionalligisten FC Ingolstadt 04. Mit diesem stieg er 2008 in die 2. Bundesliga auf, verließ ihn aber wieder nach dem direkten Abstieg und wechselte zum Drittligisten SV Sandhausen um den zur SpVgg Unterhaching gewechselten Spielmacher Leandro Grech nachzufolgen. Nach zwei Spielzeiten wechselte er zur SV Elversberg, die zunächst in der Regionalliga West und ab 2012 – Ligenreform bedingt – in der Regionalliga Südwest spielte. Dort erreichte Jungwirth mit Elversberg in der Saison 2012/13 den Aufstieg in die 3. Liga.
Von 2020 bis 2024 war er als Co-Trainer von Christian Wörns bei den DFB-Junioren tätig. Seit April 2024 ist er Cheftrainer der U17-Mannschaft des VfB Stuttgart.

## Erfolge
- Deutscher B-Juniorenmeister 1997 (mit dem FC Bayern München)
- Meister der Regionalliga Süd 2004 (mit dem FC Bayern München Amateure)
- Aufstieg in die 2. Bundesliga 2008 (mit dem FC Ingolstadt)
- Aufstieg in die 3. Liga 2013 (mit dem SV Elversberg)